# André Barroux
 (août 2025).
Si vous disposez d'ouvrages ou d'articles de référence ou si vous connaissez des sites web de qualité traitant du thème abordé ici, merci de compléter l'article en donnant les références utiles à sa vérifiabilité et en les liant à la section « Notes et références ».
André Barroux, né le 10 septembre 1911 à Marsac-en-Livradois (Puy-de-Dôme) et mort le 6 avril 1986 à Clermont-Ferrand (Puy-de-Dôme), est un homme politique français.

## Détail des fonctions et des mandats
Mandats locaux
- 1947 - 1953 : Maire de Ceyrat
- 1953 - 1959 : Maire de Ceyrat

Mandats parlementaires
- 26 septembre 1965 - 1er octobre 1974 : Sénateur du Puy-de-Dôme